# Novye pochoždenija Kota v sapogach
Novye pochoždenija Kota v sapogach (Новые похождения Кота в сапогах) è un film del 1958 diretto da Aleksandr Arturovič Rou.